# レギンの言葉
レギンの言葉（Reginsmál）は、王の写本内に伝わる古エッダの１つ。レギンの歌とも呼ばれる。
シグルズ（ゲルマン神話のジークフリート）伝承の最初の物語であり、彼が竜ファーヴニルを退治に出かけるまでを描く。

## 内容
- 1-10節　小人アンドヴァリから狡猾神ロキが黄金と腕輪を奪う。それらはフレイズマルを経てファーヴニルが手に入れる。黄金にはアンドヴァリの呪いがかかっていた。ファーヴニルは竜に変身して黄金を守る。
- 11-15節　ファーヴニルの弟レギンも黄金をほしがり、勇敢な養子シグルズにファーヴニル殺しをそそのかす。レギンは名剣グラムを作りシグルズに与える。
- 16-26節　シグルズが出発するにあたりフリカル（北欧神話の主神オーディン）が忠告を与える。

## 他の文献との異同
- この詩の財宝は黄金と腕輪である。ヴォルスンガ・サガでも同じであるが、スノッリのエッダでは黄金と指輪である。
- 名剣グラムについては、ヴォルスンガ・サガではより詳細に由来が語られる。かつてシグルズの父シグムンドに神オーディンが与えたもの。ただしある戦いでオーディン自身により真っ二つにされてしまった。その破片からレギンが鍛えなおしたのがグラム。
- 名剣グラムの名は、スノッリのエッダやヴォルスンガ・サガでもグラムである。ただしニーベルンゲンの歌ではBalmung、シズレクのサガではNagelring、ワーグナーのニーベルングの指輪ではNothungである。9世紀頃の古英語のベーオウルフでは、竜退治に使う剣はNæġlingである。
- シグルズの養父レギンの名は、スノッリのエッダやヴォルスンガ・サガでもレギンである。ただしシズレクのサガではミーメで、レギンは竜の名である。ワーグナーのニーベルングの指輪もミーメ。